# کوکسس ایرلاینز
کوکسس ایرلاینز (به انگلیسی: Caucasus Airlines) یک شرکت هواپیمایی با کد یاتا NS است. دفتر مرکزی کوکسس ایرلاینز در باتومی، گرجستان واقع شده‌است و قطب این شرکت هواپیمایی در فرودگاه بین‌المللی باتومی قرار دارد.